# Luya (provincie)
Luya is een provincie in de regio Amazonas in Peru. De provincie heeft een oppervlakte van  3237 km² en telt 51.849 inwoners (2015). De hoofdplaats van de provincie is het district Lamud.

## Bestuurlijke indeling
De provincie is verdeeld in 23 districten, UBIGEO tussen haakjes:
- (010502) Camporredondo
- (010503) Cocabamba
- (010504) Colcamar
- (010505) Conila
- (010506) Inguilpata
- (010501) Lamud, hoofdplaats van de provincie
- (010507) Longuita
- (010508) Lonya Chico
- (010509) Luya
- (010510) Luya Viejo
- (010511) Maria
- (010512) Ocalli
- (010513) Ocumal
- (010514) Pisuquia
- (010515) Providencia
- (010516) San Cristobal
- (010517) San Francisco del Yeso
- (010516) San Jeronimo
- (010519) San Juan de Lopecancha
- (010520) Santa Catalina
- (010521) Santo Tomas
- (010522) Tingo
- (010523) Trita

Bagua · Bongará · Chachapoyas · Condorcanqui · Luya · Rodríguez de Mendoza · Utcubamba